# Xenopus clivii
Xenopus clivii (tên tiếng Anh: Peracca's Clawed Frog) là một loài ếch trong họ Pipidae.
Nó được tìm thấy ở Eritrea, Ethiopia, Kenya, và Sudan.
Các môi trường sống tự nhiên của chúng là các khu rừng ẩm ướt đất thấp nhiệt đới hoặc cận nhiệt đới, các khu rừng vùng núi ẩm nhiệt đới hoặc cận nhiệt đới, xavan khô, savanna ẩm, vùng đất có cây bụi nhiệt đới hoặc cận nhiệt đới, subtropical hoặc tropical dry lowl và grassl và, subtropical hoặc tropical high-altitude grassl và, sông, đầm nướcs, hồ nước ngọt, và đầm nước ngọt. Loài này đang bị đe dọa do mất môi trường sống.